# مرحلة المجموعات في كأس الكونفيدرالية الإفريقية 2018
ستقام مرحلة المجموعات من كأس الكونفيدرالية الأفريقية 2018 في الفترة من 6 مايو إلى 29 أغسطس 2018. يتنافس ما مجموعه 16 فريقًا في مرحلة المجموعات لتحديد المراكز الثمانية في مرحلة خروج المغلوب من كأس الكونفيدرالية الأفريقية 2018.

## القرعة
تم إجراء القرعة لمرحلة المجموعات في 21 أبريل 2018 ، في الساعة 14:00 بتوقيت شرق أوروبا (UTC + 2) ، في مقر الكاف في القاهرة، مصر. تم تقسيم الفرق الـ16 ، وجميعهم من الفائزين في جولة التصفيات المؤهلة، إلى أربع مجموعات من أربعة. تم ترتيب الفرق وفقا لأدائها في مسابقات الكاف للمواسم الخمسة السابقة (يشار إلى نقاط ترتيب الكاف لمدة 5 سنوات بين قوسين). تألفت كل مجموعة من فريق من الوعاء 1 وثلاثة فرق من الوعاء 2 ، وتم جذب كل فريق إلى أحد المراكز في مجموعتهم.
| الوعاء | الوعاء 1                                                                              | الوعاء 2 |
| ------ | ------------------------------------------------------------------------------------- | --- |
| الفرق  | - اتحاد الجزائر (35 نقطة) - الهلال (21 نقطة) - نادي فيتا (15 نقطة) - إنييمبا (8 نقاط) | - أسيك أبيدجان (5 نقاط) - نادي يانغ أفريكانز (2 نقاط) - كارا برازافيل - نادي وليامس فيل - النادي المصري - نادي أدوانا ستارز - نادي غور مايا - نادي دجوليبا - نادي الرجاء الرياضي - نادي النهضة البركانية - نادي أونياو دو سونغو - نادي رايون سبورتس |

## الشكل
في مرحلة المجموعات، لعبت كل مجموعة في الداخل والخارج من خلال جولة روبن. يصل الفائزون والوصيفون في كل مجموعة إلى الدور ربع النهائي من مرحلة خروج المغلوب.

## وصلات خارجية
- 15th Edition Of Total Confederation Cup, CAFonline.com